# Nikołaj Pisariew
Nikołaj Nikołajewicz Pisariew (ros. Николай Николаевич Писарев, ur. 23 listopada 1968 w Moskwie) – rosyjski piłkarz grający na pozycji napastnika. W swojej karierze rozegrał 3 mecze i zdobył 1 gola w reprezentacji Rosji.

## Kariera klubowa
Swoją karierę piłkarską Pisariew rozpoczął w klubie Torpedo Moskwa. W 1986 roku awansował do pierwszego zespołu i wtedy też zadebiutował w jego barwach w Wyższej Lidze ZSRR. W debiutanckim sezonie zdobył Puchar Związku Radzieckiego. W zespole Torpedo grał do 1989 roku.
W 1990 roku Pisariew wyjechał do Szwajcarii i przez dwa sezony był piłkarzem tamtejszego drugoligowca, FC Winterthur. W 1992 roku wrócił do ojczyzny i został zawodnikiem Spartaka Moskwa. W sezonie 1992 wywalczył z nim dublet - mistrzostwo oraz Puchar Rosji. W sezonie 1993 ponownie został mistrzem kraju, a w sezonie 1994 - ponownie sięgnął po dublet.
W 1995 roku Pisariew odszedł ze Spartaka do hiszpańskiego klubu CP Mérida. W Primera División zadebiutował 2 września 1995 w zremisowanym 1:1 domowym meczu z Realem Betis. Na koniec sezonu 1995/1996 spadł z Méridą do Segunda División.
W 1996 roku Pisariew został wypożyczony z Méridy do FC St. Pauli. W Bundeslidze swój debiut zaliczył 20 sierpnia 1996 w wygranym 2:1 wyjazdowym meczu z Arminią Bielefeld. W sezonie 1996/1997 FC St. Pauli zostało zdegradowane o klasę niżej.
W 1998 roku Pisariew wrócił do Spartaka Moskwa. W sezonie 1998 wywalczył z nim dublet. W sezonie 1999 grał w Dynamie Moskwa. W 2000 roku wrócił do Spartaka i przez dwa lata z rzędu zostawał z nim mistrzem Rosji. W 2001 roku grał w Torpedo-ZIL Moskwa, w którym zakończył swoją karierę.
| Sezon   | Klub               | Kraj       | Rozgrywki        | Mecze | Gole |
| ------- | ------------------ | ---------- | ---------------- | ----- | ---- |
| 1986    | Torpedo Moskwa     | ZSRR       | Wysszaja Liga    | 3     | 0    |
| 1987    | Torpedo Moskwa     | ZSRR       | Wysszaja Liga    | 7     | 0    |
| 1988    | Torpedo Moskwa     | ZSRR       | Wysszaja Liga    | 19    | 1    |
| 1989    | Torpedo Moskwa     | ZSRR       | Wysszaja Liga    | 10    | 1    |
| 1990/91 | FC Winterthur      | Szwajcaria | Nationalliga B   | 29    | 10   |
| 1991/92 | FC Winterthur      | Szwajcaria | Nationalliga B   | ?     | ?    |
| 1992    | Spartak Moskwa     | Rosja      | Priemjer-Liga    | 10    | 1    |
| 1993    | Spartak Moskwa     | Rosja      | Priemjer-Liga    | 33    | 14   |
| 1994    | Spartak Moskwa     | Rosja      | Priemjer-Liga    | 19    | 5    |
| 1995    | Spartak Moskwa     | Rosja      | Priemjer-Liga    | 14    | 2    |
| 1995/96 | CP Mérida          | Hiszpania  | Primera División | 20    | 0    |
| 1996/97 | FC St. Pauli       | Niemcy     | Bundesliga       | 21    | 4    |
| 1998    | Spartak Moskwa     | Rosja      | Priemjer-Liga    | 17    | 7    |
| 1999    | Dinamo Moskwa      | Rosja      | Priemjer-Liga    | 16    | 4    |
| 2000    | Spartak Moskwa     | Rosja      | Priemjer-Liga    | 13    | 2    |
| 2001    | Spartak Moskwa     | Rosja      | Priemjer-Liga    | 9     | 1    |
| 2002    | Torpedo-ZIL Moskwa | Rosja      | Priemjer-Liga    | 8     | 0    |

## Kariera reprezentacyjna
W 1990 roku Pisariew wraz z reprezentacją Związku Radzieckiego U-21 wywalczył mistrzostwo Europy U-21. W reprezentacji Rosji Pisariew zadebiutował 8 marca 1995 roku w przegranym 1:2 towarzyskim meczu ze Słowacją, rozegranym w Koszycach. Ogółem w kadrze narodowej wystąpił trzykrotnie (wszystkie 3 mecze rozegrał w 1995 roku) i zdobył jednego gola (6 maja 1995 w meczu eliminacji do Euro 96 z Wyspami Owczymi, wygranym przez Rosję 3:0).